# Elecciones al Congreso de los Diputados de abril de 2019 (Santa Cruz de Tenerife)
Las elecciones al Congreso de los Diputados de 2019 se celebraron en la provincia de Santa Cruz de Tenerife el domingo 28 de abril, como parte de las elecciones generales convocadas por Real Decreto dispuesto el 4 de marzo de 2019 y publicado en el Boletín Oficial del Estado el día siguiente. Se eligieron los 7 diputados del Congreso correspondientes a la circunscripción electoral de Santa Cruz de Tenerife, mediante un sistema proporcional (método d'Hondt) con listas cerradas y un umbral electoral del 9%.

## Resultados
Los comicios depararon 3 escaños al Partido Socialista Obrero Español, 2 al partido regional canario Coalición Canaria-Partido Nacionalista Canario y 1 a Ciudadanos, Podemos-IU-Equo y al Partido Popular.
| Candidatura                                          | Candidatura                                          | Votos   | %                                       | Escaños                                 |
| ---------------------------------------------------- | ---------------------------------------------------- | ------- | --------------------------------------- | --------------------------------------- |
|                                                      | Partido Socialista Obrero Español (PSOE)             | 140 839 | 27,35                                   | 2                                       |
|                                                      | Coalición Canaria (CC-PNC)                           | 102 421 | 19,89                                   | 2                                       |
|                                                      | Partido Popular (PP)                                 | 76 275  | 14,81                                   | 1                                       |
|                                                      | Unidas Podemos (UP)                                  | 75 492  | 14,66                                   | 1                                       |
|                                                      | Ciudadanos-Partido de la Ciudadanía (Cs)             | 71 431  | 13,87                                   | 1                                       |
|                                                      |                                                      |         |                                         |                                         |
| Vox (Vox)                                            | Vox (Vox)                                            | 31 307  | 6,08                                    | 0                                       |
| Partido Animalista Contra el Maltrato Animal (PACMA) | Partido Animalista Contra el Maltrato Animal (PACMA) | 9131    | 1,77                                    | 0                                       |
| Ahora Canarias (AC)                                  | Ahora Canarias (AC)                                  | 1770    | 0,34                                    | 0                                       |
| Recortes Cero-Grupo Verde (R0-GV)                    | Recortes Cero-Grupo Verde (R0-GV)                    | 1195    | 0,23                                    | 0                                       |
| Partido Comunista del Pueblo Canario (PCPC)          | Partido Comunista del Pueblo Canario (PCPC)          | 653     | 0,13                                    | 0                                       |
| Por un Mundo Más Justo (PUM+J)                       | Por un Mundo Más Justo (PUM+J)                       | 575     | 0,11                                    | 0                                       |
| Feminism8 (F8)                                       | Feminism8 (F8)                                       | 566     | 0,11                                    | 0                                       |
| Votos válidos                                        | Votos válidos                                        | 511 658 | 100,00                                  | 7                                       |
| Votos nulos                                          | Votos nulos                                          | 5394    | Participación: · \| \| 69,21 % \| 3,78% | Participación: · \| \| 69,21 % \| 3,78% |
| Votantes                                             | Votantes                                             | 520 392 | Participación: · \| \| 69,21 % \| 3,78% | Participación: · \| \| 69,21 % \| 3,78% |
| Electores                                            | Electores                                            | 751 929 | Participación: · \| \| 69,21 % \| 3,78% | Participación: · \| \| 69,21 % \| 3,78% |
|                                                      | 69,21 %                                              |         |                                         |                                         |

## Diputados electos
Relación de diputados electos:
| N.º | Nombre                         | Lista | Lista  |
| --- | ------------------------------ | ----- | ------ |
| 1   | Héctor Gómez Hernández         |       | PSOE   |
| 2   | Ana María Oramas González-Moro |       | CC-PNC |
| 3   | Ana María Zurita Expósito      |       | PP     |
| 4   | Alberto Rodríguez Rodríguez    |       | UP     |
| 5   | Melisa Rodríguez Hernández     |       | Cs     |
| 6   | María Tamara Raya Rodríguez    |       | PSOE   |
| 7   | María Guadalupe González Taño  |       | CC-PNC |